# فالفوغونا دي ريوكرب
فالفوغونا دي ريوكرب (بالإسبانية: Vallfogona de Riucorb)‏ هي municipality of Spain تقع في إسبانيا في منطقة كتالونيا. يقدر عدد سكانها بـ 158 نسمة ومساحتها 10.95 كم2 وترتفع عن سطح البحر 698 متر.